# Dhamilikuwa
Dhamilikuwa – gaun wikas samiti w zachodniej części Nepalu w strefie Gandaki w dystrykcie Lamjung. Według nepalskiego spisu powszechnego z 2001 roku liczył on 948 gospodarstw domowych i 4368 mieszkańców (2376 kobiet i 1992 mężczyzn).